# Nyizsnyeugyinszk
Nyizsnyeugyinszk (oroszul: Нижнеудинск) város Oroszország ázsiai részén, az Irkutszki területen, a Nyizsnyeugyinszki járás székhelye.
Lakossága 36 999 fő (a 2010. évi népszámláláskor).
A Keleti-Szaján nyúlványainak lábánál, az Uda folyó két partján fekszik, Irkutszktól mintegy 500 km-re északnyugatra. Nevének jelentése: 'Alsó-Uda'. Ezzel a névvel különböztették meg a másik Uda nevű folyó (a Szelenga mellékfolyója) torkolatánál épült 'Felső-Uda', oroszul Verhnyeugyinszk, a későbbi Ulan-Ude várostól.
A transzszibériai vasútvonal egyik állomása, és a város mellett vezet az M-53 „Bajkál” jelű autóút Krasznojarszk–Irkutszk közötti szakasza.
A városban a levegő évi középhőmérséklete: -1,4 °C. A januári középhőmérséklet -22 °C, a júliusi 17,8 °C. A csapadék évi mennyisége 438 mm. A fagymentes időszak 90 napig tart.

## Történelme
Orosz kozákok 1648-ban alapították a folyó magas jobb partján, később megerősített településsé (Ugyinszkij osztrog) alakították. A Moszkva felől erre vezető kereskedelmi útvonal fontos állomása, 1822-től az Irkutszki kormányzóság egyik közigazgatási egységének központja volt. Az 1830-as évek végén a Keleti-Szajánban is kitört az aranyláz. A város a szajáni aranyásók bázisa lett, ami fellendítette a kereskedelmet és a kézművesipart. A legfontosabb változás a település és környéke életében a transzszibériai vasútvonal és a vasútállomás megépítése (1897) volt, ez a népesség gyors növekedését hozta magával. 
A szovjet időszak nagyobb feldolgozóipari (csillámfeldolgozás), építőipari és élelmiszeripari vállalatai megszűntek. A gazdaság meghatározó ágazata a vasút maradt, jelentős a fakitermelés és fafeldolgozás.